# MECC
Il Maastrichts Expositie en Congres Centrum (dall'olandese: Centro Congressi ed Esibizioni di Maastricht; MECC Maastricht o semplicemente MECC) è un centro congressi di Maastricht, situato nel distretto di Randwyck.
Ospita annualmente la Mostra Europea di Belle Arti.

## Storia
Negli anni '70 del 1900, il consiglio comunale di Maastricht approvò la costruzione di una sala per eventi nel quartiere di Sint Maartenspoort su idea di Jan Huynen, per sostituire l'Eurohal di Valkenburg, in funzione dal 1961 e di proprietà dello stesso Huynen.
Nel 1983 il consiglio comunale decise di spostare l'Eurohal dal quartiere di Sint Maartenspoor al quartiere di Randwyck. La prima pietra della costruzione fu poggiata nel 1984 alla presenza dell'allora segretario di Stato all'economia, Piet van Zeil. L'edificio fu progettato da Wilma Bouw e costò 160 milioni di fiorini.
Il primo evento, il Vakantie Info Beurs (dall'olandese: fiera delle vacanze), si tenne tra il 6 e l'8 gennaio 1988, anche se l'inaugurazione avvenne ufficialmente il 23 settembre dello stesso anno alla presenza della principessa Margherita. L'inaugurazione del MECC portò alla demolizione, nel 1991, dell'Eurohal di Sint Maartenspoort, e sul sito fu allestito il Griendpark.
Nel 2019 sono iniziati dei lavori di ristrutturazione e ampliamento, il cui costo ammonta a 49 milioni di euro, finanziati dal comune di Maastricht, dalla provincia del Limburgo e dallo stesso MECC, il cui termine è previsto entro il 2021.